# Agostinho de Dácia
Agostinho de Dácia (Dácia, ... - Escandinávia, 1285) era um religioso dinamarquês.
Dominicano, foi provincial da Dinamarca de 1254 a 1266 e de 1272 a 1285. Ele deixou para trás um Compendiosum breviarium theologiae monumental, agora perdido. Ele também é o autor do Rotulus pugillaris, uma espécie de compêndio do que um frade dominicano precisa saber, cuja finalidade é a pregação.